# Lucio Bellanti
Lucio Bellanti (Siena, XV secolo – Firenze, 1499) è stato un condottiero e astrologo italiano.

## Biografia
Nacque a Siena, in data sconosciuta, da una famiglia tra le più elevate e notabili della città, partigiana e promotrice della parte novesca. Si ipotizza che si dedicò allo studio della medicina e dell'astrologia, probabilmente presso l'Università della stessa città.
Di indole guerrigliera, partecipò alla presa del castello di Monteriggioni nel 1483, nei giorni dei mesi di gennaio e febbraio, con lo scopo di provocare una crisi nel regime politico senese e di portare la sua parte al potere. L'impresa fallì, i noveschi vennero imprigionati e banditi, la fortezza di Monteriggioni dovette arrendersi e scendere a patti col governo senese.
Il Bellanti trovò rifugio a Staggia, vicino Monteriggioni; il suo esilio durò poco, perché nel 1487 i noveschi entrarono di nuovo in città, a Siena, dove formarono il governo dei quattro Monti (Nove, Popolo, Riformatori e Gentiluomini).
Ad avvalorare la rapida ascesa che il nome del Bellanti ebbe fu il conferimento della carica di provveditore di Biccherna dal 1º luglio del 1492, eletto per il Terzo di Camollia.
Il 25 marzo del 1495 la città di Montepulciano si ribellò al governo di Firenze e chiese aiuto e protezione alla città di Siena, la quale nominò il Bellanti a capo di un corpo di trecento provvisionati. Non si hanno notizie sulle sue capacità di comandante durante la sollevazione di Montepulciano, però, quando nel luglio del 1495, esplosero nuovi conflitti tra i noveschi, i popolani e i riformatori, e il predominio dei primi fu in pericolo, il Bellanti accorse e a Siena dove entrò, con i suoi provvisionati, il 28 luglio, ristabilendo il controllo della sua parte.
La grande stima che il Bellanti raccolse con le sue gesta e l'eccessivo potere che si accumulò nelle sue mani, mise in allarme Pandolfo Petrucci, capo del partito novesco. Gli scontri e le accuse non mancarono da entrambe le parti, ma di importanza notevole fu l'arresto di Giovanni Antonio del Vescovo, ex soldato, che confessò la partecipazione ad una congiura capeggiata dal Bellanti a danno del Petrucci.
Scoperta la congiura e messo sotto accusa il Bellanti si rifugiò in territorio fiorentino. Anche se, dopo alcuni mesi, venne richiamato a Siena dal fratello Leonardo Bellanti, Lucio non tornò più poiché venne assassinato nel 1499 a Firenze, molto probabilmente per mandato del Petrucci.

## La difesa dell'astrologia
Lucio Bellanti, già durante il periodo di esilio trascorso a Firenze, godeva di fama di astrologo peritissimo, in quanto predisse la morte all'età di trentatré anni di Pico della Mirandola e preannunciò che dopo una rapida ascesa il Savonarola sarebbe morto di morte violenta.
La sua opera fu le Disputationes adversus astrologiam divinatricem Pici dedicate a Caterina Sforza. L'opera venne pubblicata la prima volta a Firenze nel 1498 e non a Bologna nel 1495 come ritiene l'Orlandi. Successivamente fu edita più volte in diverse città: Bologna, Venezia, Basilea e Colonia.
Ideata e strutturata dal Bellanti tramite l'utilizzo del metodo scolastico, fu divisa in quaestiones, che confutano pedissequamente e con asprezza lo scritto del Pico, accusato, tra l'altro, di scarsa cultura, ignoranza dell'arte astrologica e delle lingue orientali.
Il Bellanti, nella sua opera citò, in difesa dell'astrologia, l'autorità di teologi come Tommaso d'Aquino e Giovanni Duns Scoto, allo scopo di dimostrare che l'astrologia è un'arte perfettamente compatibile con l'ortodossia cristiana. Respinse, invece, le posizioni caratteristiche dell'astrologia giudiziaria e in particolare l'oroscopo delle religioni. Per sostenere maggiormente le sue idee, rigettò e censurò alcuni scritti di astrologi arabi, come Albumasar e Haly, e latini, tra cui Guido Bonatti; si rifece invece ai maggiori cultori dei suoi tempi, tra i quali Paolo Dal Pozzo Toscanelli, l'Alberti, il Ficino e il vescovo di Fossombrone, Paolo di Middelburg.

## Opere
- (LA)  Lucii Bellantii Senensis physici Liber de astrologica veritate. Et in disputationes Ioannis Pici aduersus astrologos responsiones, Firenze, 1498.
- (LA) Defensio astrologiae, Venezia, Bernardino Vitali, 1502.